# Al-Fa'iz bi-Nasr Allah
al-Fa'iz bi-Nasr Allah, död 1160, var en egyptisk regent. Han var Egyptens regent mellan 1154 och 1160.